# جوثا جو بيه 60
كانت طائرة جوثا بيه.60 مقاتلة ذات أجنحة طائرة تعمل بالطاقة النفاثة اقترحتها جوثير واجونفابريك (جوثا). المفهوم الأولي هو مقاتلة متعددة الأدوار ذات مقعدين تم تطويرها لاحقا إلى مقاتلة ليلية بثلاثة مقاعد ومقاتلة في جميع الأحوال الجوية ، ولكن لم يتم بناء أي صنف على الإطلاق.

## التصميم والتطوير
تلقت شركة جوثير عقد إنتاج المقاتلة ذات المقعد الواحد هورتن 299 ذات الأجنحة الطائرة في يونيو 1944، ولكن كانت هناك حاجة إلى العديد من التغييرات في التصميم لجعلها مناسبة للإنتاج. بسبب عدم رضاه عما شعر أنه عيوب أساسية في تصميم هورتن، قرر كبير علماء الديناميكا الهوائية في جوثا، الدكتور رودولف جوثرت، تطوير تصميم بديل ل هورتن 299 الذي تضمن أحدث الأبحاث وكان يهدف إلى تلبية متطلبات القيادة العليا Luftwaffe (Oberkommando der Luftwaffe). وشملت هذه التعديلات طاقما مكونا من شخصين، وقمرة قيادة مضغوطة للقتال على ارتفاعات عالية ، ومعدات هبوط ثلاثية العجلات، وخيار تركيب محركات نفاثة أكثر قوة وزيادة في النطاق إلى طائرة هورتن.  
على الرغم من أن أعمال التصميم ربما بدأت في أواخر عام 1944 ، إلا أن أول رسومات تصميم معروفة مؤرخة من يناير 1945 وقدمت الشركة ثلاثة تصاميم ذات صلة إلى Luftwaffe في 11 مارس. كل هذه الطائرات كانت تمتلك محركين نفاثيين مثبتين في الكنابل الخارجية أعلى وأسفل الجناح. كانت الهدف من الطائرات ان تأخذ أدوار المقاتلات الثقيلة والقاذفات المقاتلة والاستطلاع والمقاتلة الليلية. كانت طائرة جوثا بي.60 منافسًا مباشرًا لطائرة هورتن 229 ويمكن تزويدها بمحركات بي ام دبليو 003 أو هاينكل هيس 011 . ولم يتضمن اقتراح جوثرت أي ذكر لنسخة معززة بالصواريخ من P.60A. كانت الطائرة P.60B نسخة أكبر حجمًا بمحركات أكثر قوة ونطاقًا أكبر. وقد أظهر كلا الطرازين قمرة القيادة متصلة بالكامل بالحافة الأمامية لجسم الطائرة ، مع وجود الطيار والمراقب في وضعية الانبطاح جنبًا إلى جنب. وكان من المقرر أن يتم تسليحهم إما بأربعة 30-مليمتر (1.2 بوصة) بأربعة صواريخ عيار 30 ملم (1.2). مدفع MK 108 أو مدفعين MK 103. 
أجبر رادار FuG 240 Berlin المثبت على الأنف لطراز المقاتلة الليلية P.60C على العودة إلى ترتيب قمرة القيادة الترادفية الأكثر تقليدية مع مشغل الرادار خلف الطيار. تم التخطيط لتسليح هذا الإصدار كأربعة مدافع MK 108 في الأجنحة وزوج إضافي يطلق النار لأعلى في ترتيب Schräge Musik الذي تم وضعه خلف مشغل الرادار. لم يكن Göthert على علم بأن Luftwaffe قد عدلت متطلباتها إلى ثلاثة أفراد من الطاقم في 1 مارس ، لكنها تمكنت من تقديم تصميم منقح في 21 مارس مع استبدال قمرة القيادة الخلفية بخزان وقود إضافي وقمرة قيادة إضافية تمت إضافتها في جذور الجناح على كل جانب من جوانب الطيار. لتحسين الاستقرار الجانبي للنموذج C ، تمت إضافة مثبتين رأسيين صغيرين بالقرب من أطراف الجناح
في اقتراحه ، ذكر جوثرت أيضا أن نفق الرياح كان يختبر نسخة مع وضع المحركات جنبا إلى جنب في الجزء الخلفي من قسم الجناح المركزي مع مدخل هواء واسع بارز من أسفل جسم الطائرة. أظهر أحد الرسومات لهذا الإصدار الأجنحة ذات الأسطح ثنائية السطوح الواضحة والتحكم المختلفة عند أطراف الجناح.

## وصف
كان من المفترض أن يتم تصنيع جميع إصدارات بيه.60 من أنابيب فولاذية مغطاة بالخشب الرقائقي. تم بناء الطائرة على ثلاثة أجزاء: جناحان خارجيان والقسم الأوسط. الجزء الأخير يتكون من منطقة الطاقم والمحركات ومعدات الهبوط والتسليح  سيتم بناء الجزء الأوسط من جسم الطائرة من أجنحة مصنوعة من الخشب. كان من الممكن توفير التحكم في محاور الانحراف من خلال اثنين من دفات القابلة للسحب بالقرب من طرف كل جناح.  سيتم نقل الوقود في خزان مركزي وفي الأجنحة. تم تجهيز الحواف الخلفية للأجنحة بمصاعد .  
تم اقتراح نسخة بيه.60 سي كنوع من المقاتلات الليلية. كان من المقرر تركيب رادار في أنف مطول ، وكان من الممكن أن تكمل ثلاثة مدافع أم كيه 108 لأعلى المدافع الأربعة من النموذج السابق. كان من المقرر توفير الطاقة من خلال زوج من محركات بي أم دبليو 003 أو HeS 011، تكملها صاروخ معزز واحد يعمل بالوقود الصلب من شركة هيلموت فالتر كوماندتجيسيلشافت. توقف العمل على جو بي.60 بنهاية الحرب في أوروبا.

## المتغيرات
طائرة Go P.60A ، النسخة الأولية تتميز بمقصورة قيادة متدلية ومحركين من طراز BMW 003A-1 مثبتين بشكل عمودي. لم يتم بناء أي شيء.
- Go P.60A Höhenjäger ، النسخة المقاتلة المقترحة للارتفاعات العالية.
- Go P.60A Zerstörer ، النسخة المقاتلة الثقيلة المقترحة.
- Go P.60A Aufklärer ، نسخة مقاتلة استطلاع مقترحة.
- Go P.60A/R ، النسخة المقترحة من Höhenjäger التي سيتم تزويدها بمحرك صاروخي واحد من طراز Walter HWK 508B بين المحركات.

جو بيه.60بي، هي نسخة مبسطة تتميز بمقصورة قيادة ودفة عادية. تم إيقاف النموذج الأولي في منتصف عملية البناء.
جو بيه.60سي، نسخة لمقاتلة ليلية مع رادار في المقدمة. لم يتم بناء أي منها.
جو بيه-60.007، وهو تصميم مشابه للطراز A ولكن مع محركات داخلية أسفل جسم الطائرة وسطح ثنائي ملحوظ. معروف فقط من خلال رسم تخطيطي، قد يكون هذا هو البديل "الرابع" المذكور في تقرير مارس 1945 الذي كتبه جوثرت.

## المواصفات

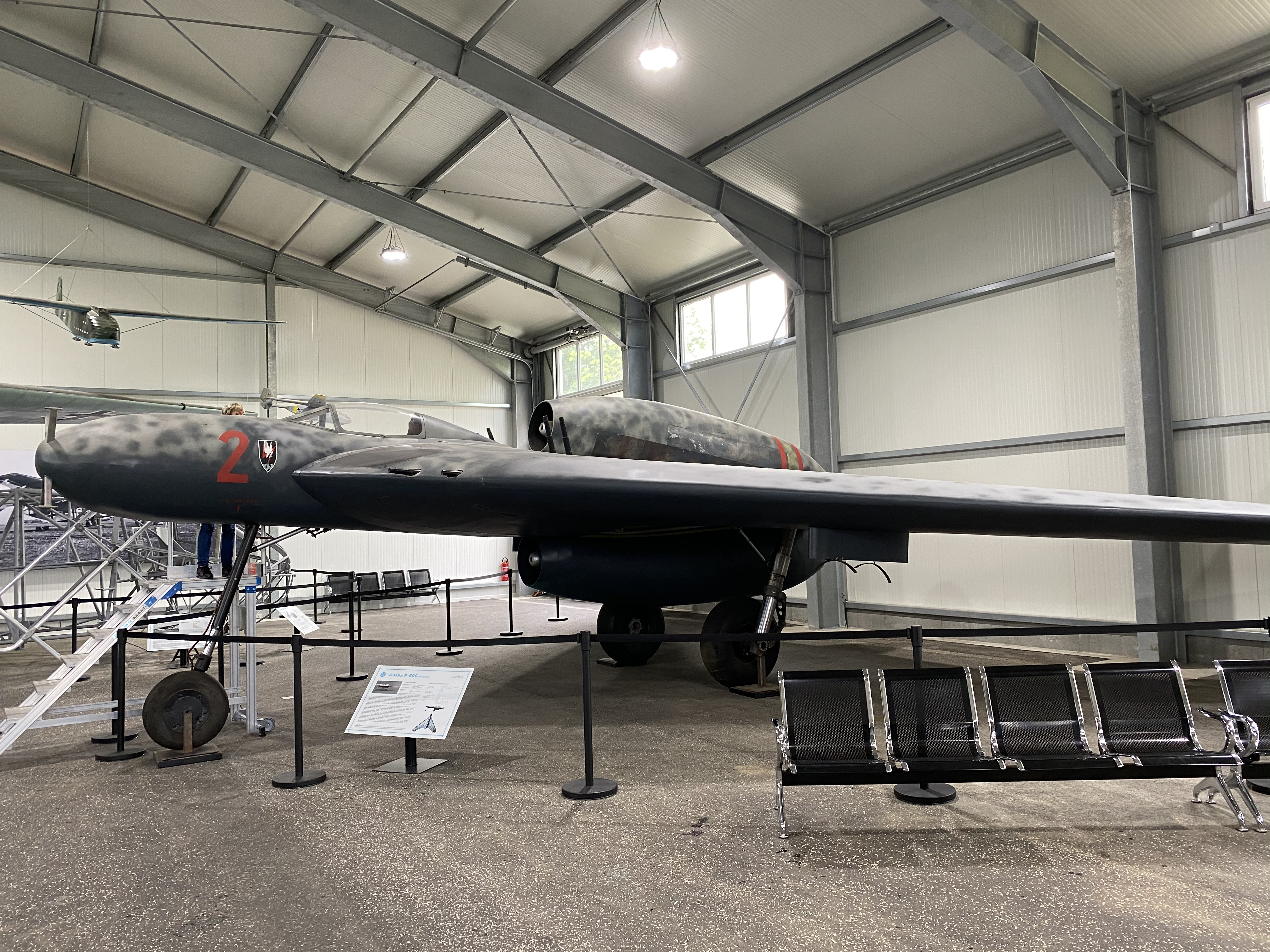
نسخة طبق الأصل من طائرة P.60C معروضة في متحف ريتشلين للطيران

البيانات من Secret Projects: Flying Wings and Tailless Aircraft,Secret Projects of the Luftwaffe: Jet Fighters 1939-1945
الخصائص العامة
- طاقم: 2
- طول: 8.82 م (28 قدم 11 بوصة)
- باع الجناح: 12.2 م (40 قدم 0 بوصة)
- ارتفاع: 3.5 م (11 قدم 6 بوصة)
- مساحة الجناح: 46.8 م2 (504 قدم2) , 110 m2 (1184 ft2) including the fuselage
- وزن الإقلاع الأقصى: 7,450 كـغ (16,424 رطل)
- سعة الوقود: 3,600 L (951 gal)
- محركات: 2 × BMW 003A-1 turbojet engines, 7.8 كـن (1,800 رطلق) دفع  الواحد

أداء
- السرعة القصوى: 915 كم/س (569 ميل/س؛ 494 عقدة)
- مدى: 1,600 كـم (994 ميل؛ 864 nmi)
- سقف الخدمة: 12,500 م (41,010 قدم)

تسليح

4 × 30 mm مدفع أم كيه 108 or 2 × 30 mm MK 103 cannon

## فهرس
- Griehl، Manfred (1998). Jet Planes of the Third Reich, The Secret Projects. Sturbridge, Massachusetts: Monogram Aviation Publications. ج. 1. ISBN:0-914144-36-7.
- Metzmacher، Andreas (2021). Gotha Aircraft 1913-1954: From the London Bomber to the Flying Wing Jet Fighter. Brimscombe, Stroud: Fonthill. ISBN:978-1-78155-706-8.
- Rose، Bill (2010). Secret Projects: Flying Wings and Tailless Aircraft. Hersham, UK: Midland Publishing. ISBN:978-1-85780-320-4.
- Schick، Walter & Meyer، Ingolf (2005). Luftwaffe Secret Projects: Fighters 1939-1945. Hinckley, UK: Midland Publishing. ISBN:1-85780-052-4.
- Sharp، Dan (2017). Luftwaffe: Secret Wings of the Third Reich: Hitler's 'Wonder Weapon' Tailless Projects. Horncastle, UK: Mortons Media Group. ISBN:978-1-911276-44-9.
- Sharp، Dan (2020). Secret Projects of the Luftwaffe: Jet Fighters 1939-1945. Horncastle, UK: Tempest Books. ISBN:978-1-911658-08-5.
- Shepelev، Andrei & Ottens، Huib (2006). Horten Ho 229: Spirit of Thuringia: The Horten All-wing Jet Fighter. Manchester, UK: Classic. ISBN:978-1-903223-66-6.